# Andrea Briosco
Andrea Briosco llamado el Riccio (Trento, c.1470 - Padua, 1532) fue un escultor italiano, y alguna vez ejerció como arquitecto, siendo especialmente conocido por sus pequeños objetos en bronce (tinteros, pomos de puerta etc.) de estilo renacimiento.

## Vida y trabajos
Hijo de un orfebre de Milán, Ambrosio di Cristoforo Briosco, se formó en el taller de Bartolomeo Bellano, entre 1497 y 1498, y completó el monumento a Roccabonella en la iglesia de San Francisco de Asís en Padua.
En los años siguientes se mostró especialmente activo en la Basílica de San Antonio de Padua, donde son de su mano los dos relieves de bronce de 1506, conservados en el coro a los lados del altar mayor: Cristo en el limbo y la Danza de David di all'Arca dinanzi, el candelabro del cirio pascual que tiene una rica ornamentación (tal vez su obra más famosa, hecho desde 1507 hasta 1516), y la tumba de Antonio Trombetta, tallada entre 1521 y 1524.
En su madurez, la obra de mayor prestigio de Briosco, fue el arca de Jerónimo y Marcantonio della Torre, con fecha de 1516 a 1521, fue efectuada para la iglesia de San Fermo en Verona, donde aún se conserva, a excepción de los bajorrelieves de bronce transferidos, en 1796, el Museo del Louvre. También hay que recordarle por muchas pequeñas esculturas de bronce, inspiradas en temas clásicos (querubines, dioses, centauros), que son de una factura elegante y precisa.
Característica de la obra de Briosco fue el progresivo abandono de la fuerte carga emocional de su maestro Bellano  y la aparición paralela hacia un academismo clásico, de  un estrecho vínculo con el entorno cultural humanismo paduano.
Leopoldo Cicognara lo recuerda en su Storia della scultura dal suo risorgimento in Italia sino al secolo di Napoleone per servire di continuazione alle opere di Winckelmann e di d'Agincourt  y lo eleva a los honores como el «Lisipo de los bronces venecianos».

## Obras

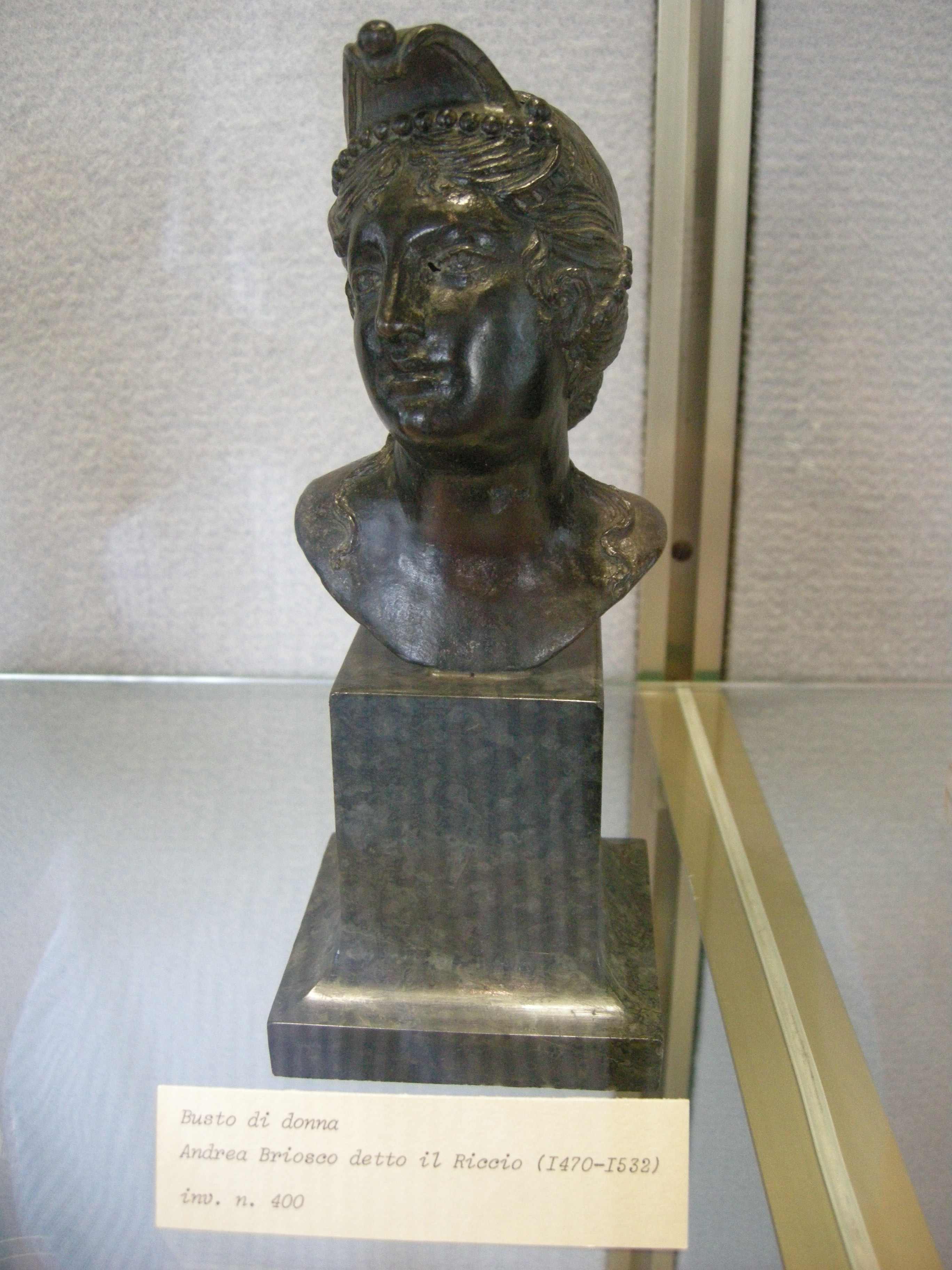
Busto de mujer por Andrea Briosco.

- Cristo en el Limbo y La danza de David di all'Arca dinanzi, coro del altar mayor, Basílica de San Antonio de Padua
- Virgen con el Niño y San Cayetano (Padua)
- Tumba Marcantonio della Torre e Girolamo, con fecha de 1516, 1521, ejecutado para la iglesia de San Fermo, Verona

- Museo del Louvre: Partes de ocho bajorrelieves de la tumba de Antonio y Marc Girolamo della Torre.
  - Della Torre ejerciendo la medicina
  - La fama sobre la tierra
  - El Paraíso
  - Descenso a los infiernos

- Museo de la Cartuja de Douai, (1877 por Pierre-Amédée Foucque de Wagnonville)
  - Hembra Sátiro
  - Hombre Sátiro
  - Sansón mata a los filisteos

- Colección Frick:
  - Tritón y Nereida
  - Sátiro con tintero y candelabros
  - Joven desnudo con el brazo izquierdo levantado
  - Lámpara de aceite

- The Getty Center
  - Virgen y el Niño